# Josef Schiffner
Josef 'Sepp' Schiffner (* 11. Dezember 1930 in Altaussee, Erste Republik Österreich) ist ein ehemaliger österreichischer und deutscher Skisportler, der in den Ski-Nordisch-Sportarten aktiv war. Er war zweimaliger Teilnehmer an Olympischen Winterspielen sowie österreichischer und deutscher Meister in der Nordischen Kombination.

## Werdegang
Bei den Olympischen Spielen 1952 in Oslo belegte Schiffner in der Nordischen Kombination den neunzehnten Platz. Außerdem trat er auch im Skilanglaufrennen über 18 Kilometer an, erreichte dabei aber nur den 69. Rang.
Bei den Olympischen Spielen 1956 in Cortina d’Ampezzo belegte Schiffner im Kombinationswettkampf den elften Platz.
1954 zog Schiffner aus beruflichen Gründen nach Frankfurt/Main um und beantragte schließlich im Mai 1956 die deutsche Staatsbürgerschaft. Bei den Deutschen Nordischen Skimeisterschaften 1957 in Altenau wurde Schiffner deutscher Meister in der Nordischen Kombination. Der Sieg war bereits sein dritter großer Erfolg der Saison, nachdem er bei den Internationalen Skirennen in Le Brassus sowie bei der FIS-Woche in Garmisch-Partenkirchen gewonnen hatte.
Zur Vierschanzentournee 1961/62 startete Schiffner auch als Spezialspringer bei einem internationalen Wettbewerb. Dabei erreichte er in Garmisch-Partenkirchen Rang 41 und damit am Ende Rang 81 der Gesamtwertung. Ein Jahr später nahm er erneut am Neujahrsspringen teil und belegte den 42. Platz.

## Statistik

### Vierschanzentournee-Platzierungen
| Saison  | Platz | Punkte |
| ------- | ----- | ------ |
| 1961/62 | 81.   | 191,0  |
| 1962/63 | 73.   | 170,8  |